# Pimoa anning
Pimoa anning (лат.) — вид пимовых пауков рода Pimoa (Pimoidae). Название P. anning дано по месту нахождения (Anning Township).

## Распространене
Азия: Китай, уезд Чучен, провинция Сычуань (Anning Township, Dujiaogou Valley, Mt. Gada, 31,26°N, 101,97°E, на высоте 3048 м).

## Описание
Мелкие пауки, длина тела около 6 мм. Карапакс самцов буроватый с сероватыми боковыми краями; грудная ямка и радиальные борозды отчетливые; стернум жёлтый; брюшко чёрное с жёлтыми поперечными шевронами, почти овальное; ноги буроватые. Карапакс самок желтоватый с чёрными боковыми краями; грудная ямка и радиальные борозды отчетливые; стернум желтый; брюшко чёрное с желтоватыми поперечными перевязями; ноги буроватые. Сходен с видами P. lata и P. yele. Вид был впервые описан в 2021 году китайским арахнологами Xiaoqing Zhang и Shuqiang Li (Institute of Zoology, Chinese Academy of Sciences, Пекин, Китай) по материалам из Jinchuan County.